# 加須市立加須西中学校
加須市立加須西中学校（かぞしりつ かぞにしちゅうがっこう）は、埼玉県加須市馬内にある公立中学校。

## 概要
加須市西部国道125号と会の川に挟まれた場所に位置し、川向こうは羽生市神戸となる。周辺は田園風景を多く残す稲作地帯が広がり、加須駅に近い礼羽地区は住宅街となっている。また、志多見砂丘の影響を受け敷地内に赤松林を有し、自然豊かな環境である。
校区は旧不動岡町、礼羽村、志多見村からなり、それぞれ加須市立不動岡小学校、加須市立礼羽小学校、加須市立志多見小学校からの生徒が進学する。校区内に同和教育集会所があり、放課後に集会所学習が定期的に執り行われている。

### 体力向上
生徒の体力向上を目的とし、「スマイルトレーニングタイム」と呼ばれる業後体育を導入していた。体力向上の研究校になった経緯もある。
現在は廃止されている。

## 進路
埼玉県立不動岡高等学校や佐野日本大学高等学校をはじめ、近隣の市町村の高校への進学率が高い。

## 通学区域
不動岡一丁目、不動岡二丁目、不動岡三丁目、不動岡、下谷、岡古井、土手一丁目、土手二丁目、愛宕一丁目、愛宕二丁目、礼羽、馬内、志多見、平永、阿良川、串作